# Bussunda

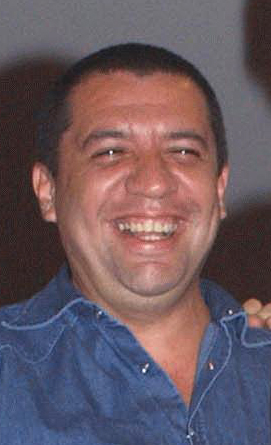
Cláudio Besserman Vianna alias Bussunda

Bussunda, eigentlich Cláudio Besserman Vianna (* 25. Juni 1962 in Rio de Janeiro; † 17. Juni 2006 in Vaterstetten, Deutschland) war ein brasilianischer Komiker und Mitglied der Fernseh-Humorsendung Casseta & Planeta.
Bussunda war einer der beliebtesten brasilianischen Kabarettisten und Imitatoren. Er imitierte unter anderem Ronaldo und Luiz Inácio Lula da Silva. Für die brasilianische Version von Shrek (2001 und 2004) lieh er der Hauptfigur seine Stimme. Seit 1989 war er Mitglied der Partido Comunista do Brasil (PCdoB).
Während der Fußball-Weltmeisterschaft 2006 in Deutschland drehte er mit Kollegen für die beliebte brasilianische Sendung Casseta & Planeta. Während eines Fußballspiels mit Kollegen des Fernsehsenders Globo erlitt er einen Herzinfarkt, dem er kurze Zeit später in seinem Hotel am 17. Juni 2006(bei Parsdorf) im Alter von 43 Jahren erlag. Er hinterließ seine Frau und eine Tochter.